# Bộ Công nghiệp (Việt Nam)
Bộ Công nghiệp là cơ quan cũ của Chính phủ, thực hiện chức năng quản lý nhà nước về công nghiệp, bao gồm: cơ khí, luyện kim, điện, điện tử, tin học, năng lượng mới, năng lượng tái tạo, dầu khí, khai thác khoáng sản, hóa chất (bao gồm cả hóa dược), vật liệu nổ công nghiệp, công nghiệp tiêu dùng, than đá công nghiệp thực phẩm và công nghiệp chế biến khác trong phạm vi cả nước; quản lý nhà nước các dịch vụ công và thực hiện đại diện chủ sở hữu phần vốn của Nhà nước tại doanh nghiệp có vốn nhà nước trong các ngành công nghiệp thuộc phạm vi quản lý của Bộ theo quy định của pháp luật.
Từ năm 2007, Bộ Công nghiệp sáp nhập với Bộ Thương mại trở thành Bộ Công Thương.

## Các đơn vị trực thuộc

### Cơ quan tham mưu, giúp việc
- Vụ Cơ khí, Luyện kim và Hóa chất
- Vụ Năng lượng và Dầu khí
- Vụ Công nghiệp tiêu dùng và thực phẩm
- Vụ Kế hoạch và Đầu tư
- Vụ Tài chính kế toán
- Vụ Khoa học - Công nghệ
- Vụ Quan hệ quốc tế
- Vụ Pháp chế
- Vụ Tổ chức, cán bộ
- Cục Công nghiệp địa phương
- Cục Kỹ thuật an toàn công nghiệp
- Cục Điều tiết điện lực
- Thanh tra
- Văn phòng Bộ

### Cơ quan sự nghiệp
- Viện Nghiên cứu chiến lược và chính sách công nghiệp
- Viện Nghiên cứu cơ khí
- Viện Khoa học công nghệ Mỏ và Luyện kim
- Viện Nghiên cứu Điện tử - Tin học - Tự động hoá
- Viện Công nghệ thực phẩm
- Viện Nghiên cứu Dầu thực vật - Tinh dầu - Mỹ phẩm
- Viện Nghiên cứu Da giày
- Viện Nghiên cứu sành sứ thủy tinh
- Trung tâm Tin học
- Trung tâm y tế - Lao động và Môi trường trong công nghiệp
- Báo Công nghiệp
- Tạp chí Công nghiệp

### Các cơ sở đào tạo trực thuộc Bộ
- Trường Đại học Công nghiệp Hà Nội
- Trường Đại học Công nghiệp Thành phố Hồ Chí Minh
- Trường Đại học Công nghiệp Việt Trì
- Trường Cao đẳng Công thương
- Trường Cao đẳng Công nghiệp thực phẩm TP Hồ Chí Minh
- Trường Đại học Kinh tế - Kỹ thuật Công nghiệp
- Trường Cao đẳng Kỹ thuật Mỏ
- Trường Cao đẳng Công nghệ thực phẩm
- Trường Cao đẳng Cơ khí luyện kim
- Trường Cao đẳng Công nghiệp Nam Định
- Trường Cao đẳng Công nghiệp Phúc Yên
- Trường Cao đẳng Công nghiệp Thái Nguyên
- Trường Cao đẳng Công nghiệp Việt - Đức
- Trường Cao đẳng Công nghiệp Huế
- Trường Cao đẳng Công nghiệp Tuy Hoà
- Trường Cao đẳng Kỹ thuật Cao Thắng
- Trường Cao đẳng Kinh tế công nghiệp Hà Nội
- Trường Đại học Sao Đỏ
- Trường Cao đẳng Công nghiệp và Xây dựng
- Trường Cao đẳng Công nghiệp Xây lắp điện
- Trường Quản lý Kinh tế công nghiệp
- Trường Cao đẳng Công nghiệp Cẩm Phả
- Trường Trung học Kỹ thuật công nghiệp

## Lãnh đạo
- Bộ trưởng:
  - Đặng Vũ Chư
  - Hoàng Trung Hải, Ủy viên Ban Chấp hành Trung ương Đảng Cộng sản Việt Nam
- Thứ trưởng thường trực: Lê Huy Côn
- Thứ trưởng: Bùi Xuân Khu (sau là Thứ trưởng Thường trực Bộ Công Thương); Đỗ Hữu Hào; Châu Huệ Cẩm; Lê Dương Quang (nay là Thứ trưởng Bộ Công Thương)